# Weense Oktoberopstand

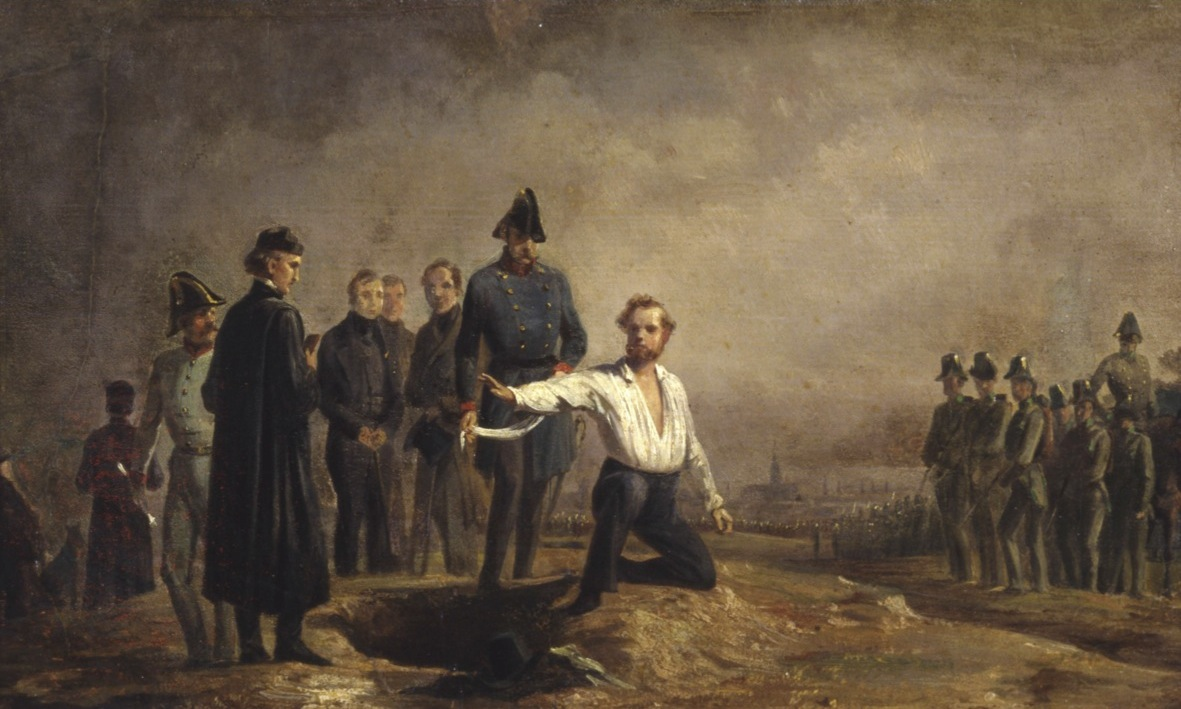
De terechtstelling van Robert Blum, door Carl Steffeck. Ondanks zijn parlementaire immuniteit werd Robert Blum toch geëxecuteerd.

De Weense Oktoberopstand (Duits: Wiener Oktoberaufstand of Wiener Oktoberrevolution) van oktober 1848 was de laatste Oostenrijkse opstand van de opstanden van 1848 in het keizerrijk Oostenrijk.
Toen de Oostenrijkse troepen zich op 6 oktober 1848 klaarmaakten om Wenen te verlaten en de opstand in Hongarije in de kiem te smoren, trachtte een menigte met sympathie voor de Hongaarse zaak de soldaten ervan te weerhouden te vertrekken. Het incident escaleerde in gewelddadige straatgevechten en er vloeide bloed in de Stephansdom. Graaf Baillet von Latour, de Oostenrijkse oorlogsminister, werd gelyncht door de menigte. Graaf Auersperg, de commandant van het garnizoen van Wenen, was gedwongen om de stad te evacueren. 
De dag nadien vluchtte keizer Ferdinand I met zijn hof naar Olmütz, onder de bescherming van vorst Alfred I zu Windisch-Graetz. Twee weken later verhuisde de Oostenrijkse Rijksdag naar Kremsier in Moravië. Op 26 oktober begonnen de Oostenrijkse en Kroatische legers, onder leiding van Windisch-Graetz en graaf Josip Jelačić, Wenen te bombarderen. Op 31 oktober vielen ze uiteindelijk het stadscentrum binnen. 
De verdediging stond onder leiding van de Poolse generaal Józef Bem. Buiten Bem werden alle leiders van de weerstand geëxecuteerd in de loop van de volgende dagen.
Door de Weense Oktoberopstand gingen de verworvenheden van de Maartrevolutie grotendeels verloren. De Oostenrijkse overheid reageerde met een beleid van enerzijds reactionair neo-absolutisme, maar anderzijds ook liberale hervormingen. 